# Mellstorf

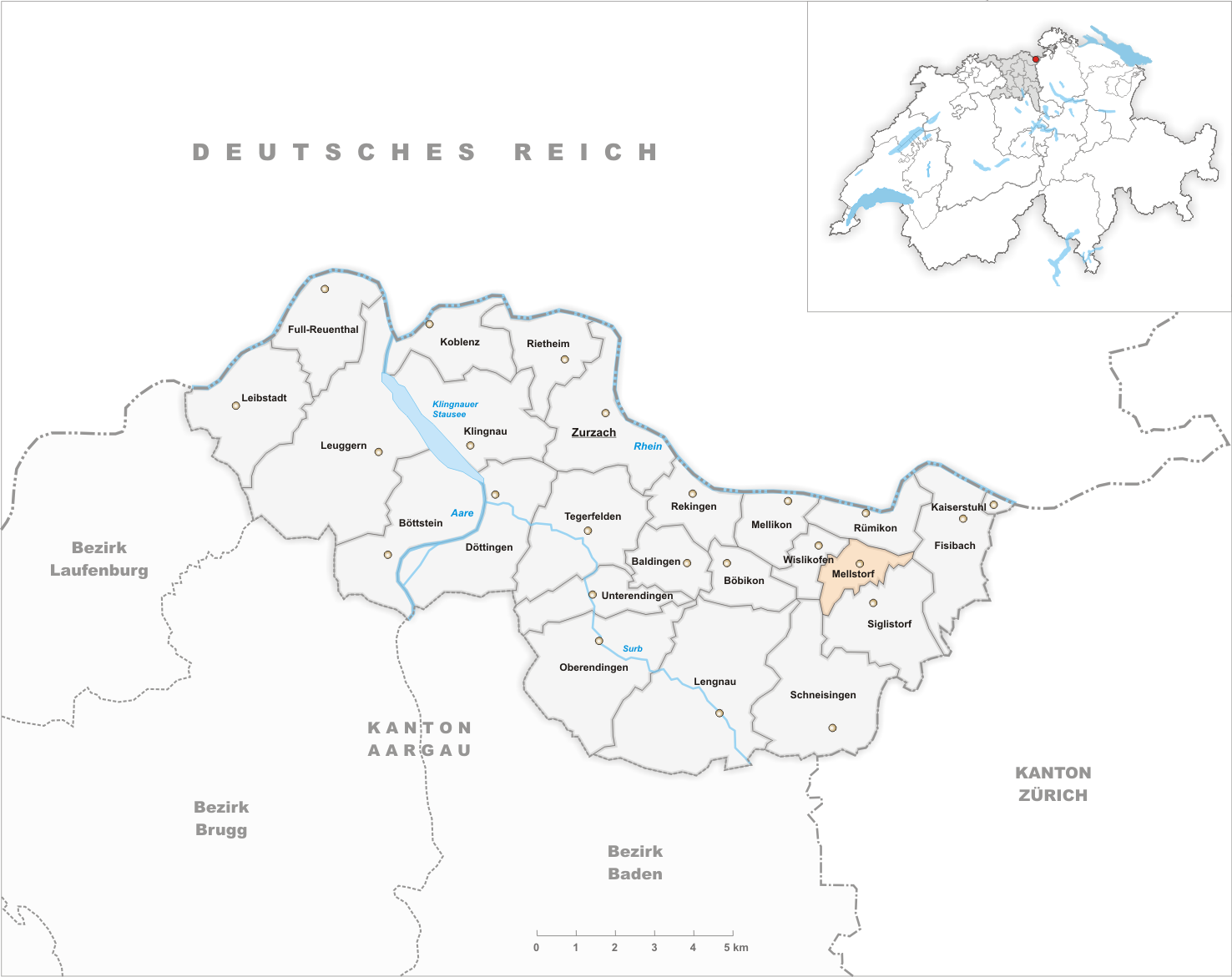
Gemeindestand vor der Fusion am 1. Januar 1899

Mellstorf ist eine Ortschaft der Gemeinde Zurzach des Bezirks Zurzach des Kantons Aargau in der Schweiz. Am 1. Januar 1899 wurde die ehemalige Gemeinde zur Gemeinde Wislikofen fusioniert, die ihrerseits am 1. Januar 2022 in die Gemeinde Zurzach integriert wurde.

## Geschichte
Mellstorf war eine politische Gemeinde mit dem gleichnamigen Haufendorf am Tägerbach im Studenland, 1899 in die Gemeinde Wislikofen integriert und mit dieser seit 2022 Teil der Gemeinde Zurzach. 1114 Melisdorf.
- 1840 145 Einwohner;
- 1850 142;
- 1888 116;
- 2000 108.

Im Mittelalter stand Mellstorf unter der Verwaltung des Obervogts von Klingnau. Der Bischof von Konstanz und das Kloster St. Blasien im Schwarzwald besassen in Mellstorf Lehenshöfe. Die Eidgenossen teilten Mellstorf dem Amt Ehrendingen zu. 1671 wurde eine Trotte gebaut. 1789 errichtete Mellstorf an der Stelle einer bestehenden eine neue Kapelle (Sebastian- und Fridolin-Patrozinium, Altar von Johann Friedrich Buol aus Kaiserstuhl). Mellstorf gehörte zur katholischen Pfarrei von Schneisingen, 1832 wechselte es zu derjenigen von Wislikofen. Landwirtschafts- und kleine Handwerksbetriebe prägen das Dorf bis heute (Stand 2022). Verkehrstechnisch blieb Mellstorf lange unberührt, erst 1919 erfolgte die Anbindung an die Rheintalstrasse.

Dieser Abschnitt basiert weitgehend auf dem Eintrag im Historischen Lexikon der Schweiz (HLS), der gemäss den Nutzungshinweisen des HLS unter der Lizenz Creative Commons – Namensnennung – Weitergabe unter gleichen Bedingungen 4.0 International (CC BY-SA 4.0) steht.

## Wappen
Durch die Fusion von Wislikofen zu Zurzach benötigte Mellstorf als Ortschaft ebenfalls ein eigenes Wappen. Die meisten Gemeinden legten sich ein Wappen für die Schweizerische Landesausstellung 1939 zu. Mellstorf war zu dieser Zeit bereits mit Wislikofen fusioniert und erstellte kein eigenes Wappen. Der Heraldiker Rolf Kälin wurde beauftragt ein Wappen zu erstellen. Seine zwei ersten Vorschläge waren die Trotte, welche im Jahr 1671 erbaut wurde und die Sebastians- und Fridolinskapelle aus dem Jahr 1789. Der Gemeindeammann Heiri Rohner schlug die Gemeine Küchenschelle (Pusatilla vulgaris) vor, da diese nur in wenigen Orten in der Schweiz vorkommt, unter anderem in Mellstorf. Herr Rohner war von der Idee begeistert und meinte: «Die Blume ist noch auf keinem Wappen in der Schweiz als Symbol zu sehen.» Er erstellte mit einer Arbeitsgruppe vier Versionen eines Wappens. Alle Bewohner von Mellstorf (Kinder und Ausländer ebenfalls) konnten via Flugblatt abstimmen. An der Gemeindeversammlung von Wislikofen wurde das neue Wappen positiv aufgenommen.
| Wappen | Stimmen | %    | Beschreibung |
| ------ | ------- | ---- | --- |
|        | 22      | 51,2 | Küchenschellen über einem grünen Doppelsparren oder Winkelbalken zeigt. Dieser weist auf die hügelige Topografie von Mellstorf hin und zeigt den Anfangsbuchstaben des Ortsnamens. Blasonierung: In Gelb (Gold) über einem erniedrigten abgeflachten grünen Doppelsparren eine blaue Küchenschelle, in der gelben Besamung belegt mit sieben blauen Fruchtgefässen. |
|        | 10      | 23,3 | Küchenschellen auf drei Hügeln, die den Belchen, die Fluh und den Gweslig symbolisieren. |
|        | 7       | 16,3 | Drei Küchenschellen |
|        | 4       | 09,3 | Eine Küchenschelle |
|        | 43      | 100  | |